# Miód pitny

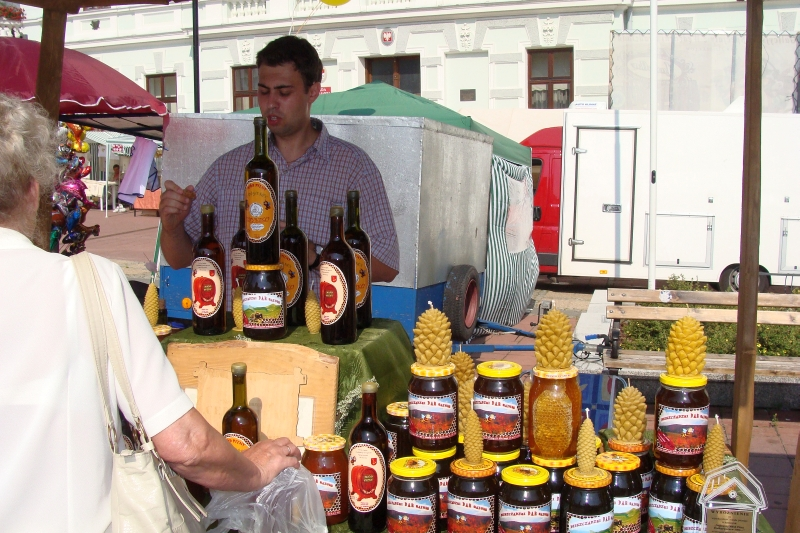
Sanoker Jahrmarkt mit miód pitny

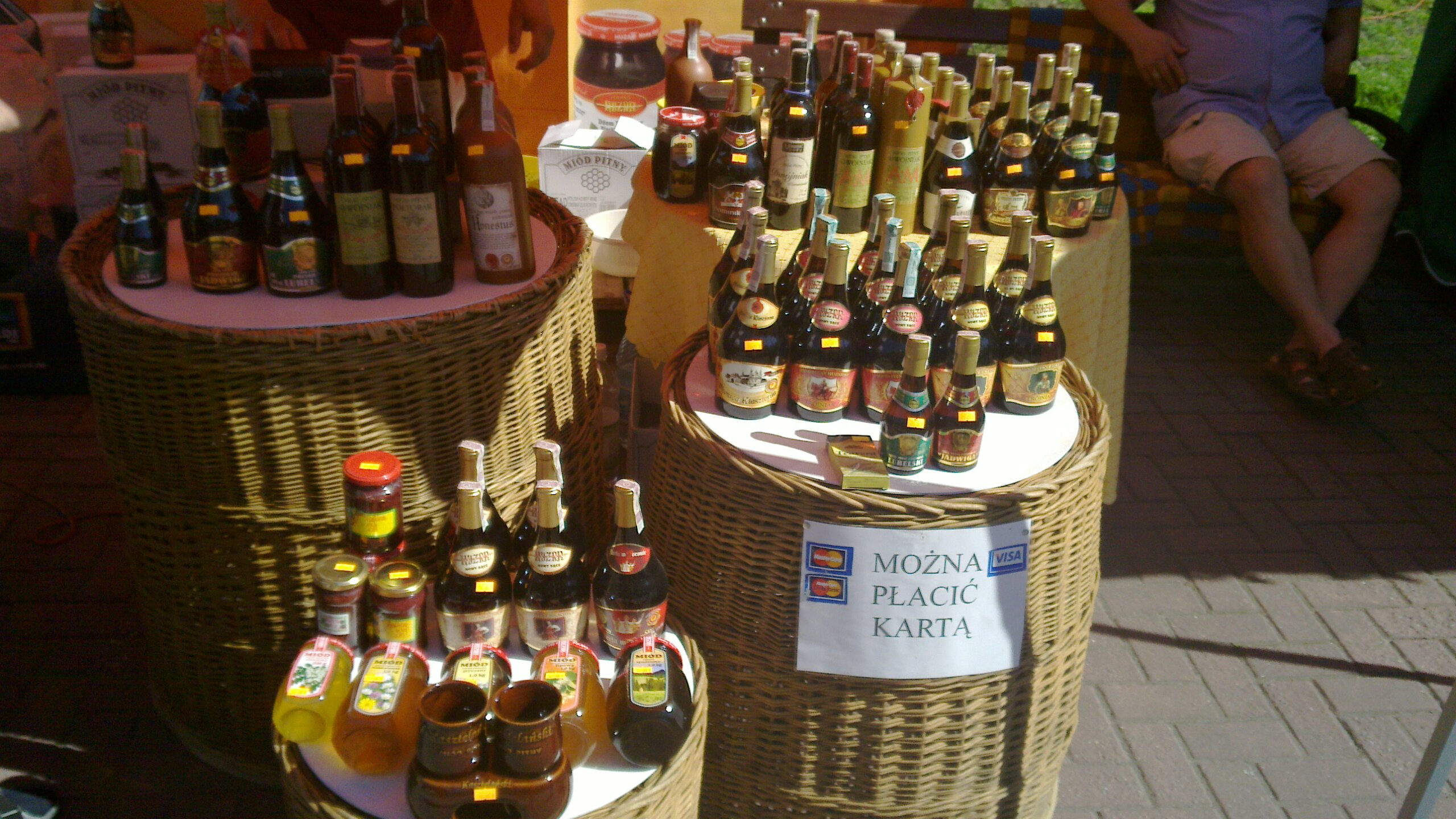
Wisłaer Jahrmarkt mit miód pitny

Der miód pitny (wörtlich übersetzt „Trinkhonig“) ist ein Honigwein (Met) aus Polen. Er wird in der EU als garantierte traditionelle Spezialität seit 2008 geschützt.

## Herstellung
Der miód pitny wird aus Honig und Wasser hergestellt, gegebenenfalls mit natürlichen Zusatzstoffen, wie zum Beispiel Vanille, aromatisiert. Je nach dem Verhältnis von Honig zu Wasser wird er als Czwórniak (Viertel), Trójniak (Drittel), Dwójniak (Halber) und Półtorak (Eineinhalber) bezeichnet. Der Alkoholgehalt liegt bei 10 % bis 18 %.

## Geschichte

### Mittelalter
Bereits Ibrahim ibn Yaqub, der Polen um 960 bereiste, schrieb, dass das Land reich an Honig war und die Untertanen von Mieszko I. diesen zu Honigwein verarbeiteten. Auch Gallus Anonymus wies Anfang des 12. Jahrhunderts darauf hin, dass Polen reich an Honig war. Ambrogio Contarini erwähnte den polnischen Honigwein im 15. Jahrhundert.

### Frühe Neuzeit
Der Renaissance-Dichter Sebastian Fabian Klonowic pries den Honigwein, den er dem Wein vorzog, da die Rebe aus dem schmutzigen Boden wachse, während der Honig direkt vom Olymp tropfe. Die älteste erhaltene Rezeptur für die Herstellung von Honigwein stammt vom Schweden Olaus Magnus, der sie von einem Polen aus Gnesen erhalten hatte. Mit dem Rückgang des Weinbaus in Polen in der frühen Neuzeit stieg die Popularität des „Trinkhonigs“. Er galt jedoch zunächst als Luxusgetränk, das nur den vornehmen Schichten vorbehalten war. Ab dem 16. Jahrhundert haben sich die vier oben genannten Arten herauskristallisiert. Mit der Massenproduktion von Wodka in Polen im 17. Jahrhundert, verlor der Honigwein jedoch weite Marktanteile.

### Moderne
Im 19. Jahrhundert wurde der miód pitny nur noch selten produziert. Dafür wurde er als altpolnische Spezialität in der Literatur der Epoche der Romantik gepriesen, so unter anderem in Pan Tadeusz bei Adam Mickiewicz und Tomasz Zan sowie später in der Trilogie von Henryk Sienkiewicz. Seit einiger Zeit erlebt der Honigwein in Polen eine Renaissance. Er wird seit 2008 von der EU als garantierte traditionelle Spezialität geschützt.